# Corwin (Ohio)
Pour les articles homonymes, voir Corwin.
Corwin est un village américain situé dans le comté de Warren, dans l'Ohio. Selon le recensement de 2010, sa population est de 421 habitants.
Le village a été nommé en hommage à Thomas Corwin, 15e gouverneur de l’Ohio et secrétaire au Trésor sous la présidence de Millard Fillmore